# IJshockey op de Olympische Winterspelen 2022 - Mannen
Het ijshockeytoernooi voor mannen op de Olympische Winterspelen 2022 vond plaats in het Chinese Peking. Er wordt gespeeld van 9 tot en met 20 februari in het National Indoor Stadium en de Wukesong Arena. Titelverdediger waren de OAR.

## Opzet
Er zijn 12 teams gekwalificeerd. De acht hoogst geklasseerde teams zijn verdeeld over de drie groepen. De overige vier teams zijn daarna ook verdeeld over deze drie groepen. De drie groepswinnaars plaatsen zich rechtstreeks voor de kwartfinales, evenals de beste nummer twee. Deze vier teams spelen in de kwartfinales tegen de winnaars van de play-offs (de nummers 3-4 van de groepen en de niet rechtstreeks geplaatste nummers twee). Er wordt verder gespeeld volgens het knock-outsysteem.

## NHL participatie
Hoewel de NHL de intentie had spelers per 2022 te laten deelnemen aan de Olympische Spelen, is vanwege COVID-19 besloten dat besluit uit te stellen.

## Wedstrijdschema
| Onderdeel     | Datum       | Lokale tijd | MET   |
| ------------- | ----------- | ----------- | ----- |
| Groepsfase    | 9 februari  | 16:40       | 09:40 |
| Groepsfase    | 9 februari  | 21:10       | 14:10 |
| Groepsfase    | 10 februari | 12:10       | 05:10 |
| Groepsfase    | 10 februari | 16:40       | 09:40 |
| Groepsfase    | 10 februari | 21:10       | 14:10 |
| Groepsfase    | 11 februari | 12:10       | 05:10 |
| Groepsfase    | 11 februari | 16:40       | 09:40 |
| Groepsfase    | 11 februari | 21:10       | 14:10 |
| Groepsfase    | 12 februari | 12:10       | 05:10 |
| Groepsfase    | 12 februari | 16:40       | 09:40 |
| Groepsfase    | 12 februari | 21:10       | 14:10 |
| Groepsfase    | 13 februari | 12:10       | 05:10 |
| Groepsfase    | 13 februari | 16:40       | 09:40 |
| Groepsfase    | 13 februari | 21:10       | 14:10 |
| Play-Offs     | 15 februari | 12:10       | 05:10 |
| Play-Offs     | 15 februari | 16:40       | 09:40 |
| Play-Offs     | 15 februari | 21:10       | 14:10 |
| Kwartfinales  | 16 februari | 12:10       | 05:10 |
| Kwartfinales  | 16 februari | 14:00       | 07:00 |
| Kwartfinales  | 16 februari | 16:40       | 09:40 |
| Kwartfinales  | 16 februari | 21:30       | 14:30 |
| Halve finales | 18 februari | 12:10       | 05:10 |
| Halve finales | 18 februari | 21:10       | 14:10 |
| 3e/4e plaats  | 19 februari | 21:10       | 14:10 |
| Finale        | 20 februari | 12:10       | 05:10 |

## Kwalificatie

### Proces
China is als gastland automatisch gekwalificeerd. Van de elf overgebleven plekken werden er acht gevuld door de top acht van de IIHF World Ranking na de wereldkampioenschappen ijshockey in 2019. Canada, ROC, Finland, Zweden, Tsjechië, Verenigde Staten, Duitsland en Zwitserland kwalificeerden zich zodoende voor deze Olympische Winterspelen. De overgebleven drie startbewijzen werden vergeven tijdens kwalificatietoernooien in augustus. Hier kwalificeerden Slowakije, Letland en Denemarken zich.

### Deelnemende landen
| Land             | Kwalificatie         | Kwalificatie     | Eerder deelnames | Eerder deelnames | Eerder deelnames |
| Land             | Manier               | Datum            | Aantal           | Pyeongchang 2018 | Beste prestatie |
| ---------------- | -------------------- | ---------------- | ---------------- | ---------------- | --- |
| China            | Thuisland            | Thuisland        | 3                | n.v.t.           | 4e plaats (Nagano 1998) |
| Canada           | IIHF Ranking 1       | 26 mei 2019      | 22               | Brons            | Kampioen (Antwerpen 1920, Chamonix 1924, Sankt Moritz 1928, Lake Placid 1932, Sankt Moritz 1948, Oslo 1952, Salt Lake City 2002, Vancouver 2010 & Sotsji 2014) |
| Russische ploeg  | IIHF Ranking 2       | 26 mei 2019      | 7                | Goud             | Kampioen (Pyeongchang 2018) |
| Finland          | IIHF Ranking 3       | 26 mei 2019      | 17               | 6e plaats        | Zilver (Calgary 1988 & Turijn 2006) |
| Zweden           | IIHF Ranking 4       | 26 mei 2019      | 22               | 5e plaats        | Kampioen (Lillehammer 1994 & Turijn 2006) |
| Tsjechië         | IIHF Ranking 5       | 26 mei 2019      | 7                | 4e plaats        | Kampioen (Nagano 1998) |
| Verenigde Staten | IIHF Ranking 6       | 26 mei 2019      | 23               | 7e plaats        | Kampioen (Squaw Valley 1960 & Lake Placid 1980) |
| Duitsland        | IIHF Ranking 7       | 26 mei 2019      | 21               | Zilver           | 2e plaats (Pyeongchang 2018) |
| Zwitserland      | IIHF Ranking 8       | 26 mei 2019      | 17               | 10e plaats       | 3e plaats (Sankt Moritz 1928 & Sankt Moritz 1948) |
| Slowakije        | Kwalificatietoernooi | 29 augustus 2021 | 7                | 11e plaats       | 4e plaats (Vancouver 2010) |
| Letland          | Kwalificatietoernooi | 29 augustus 2021 | 4                | n.v.t.           | Play-off (Vancouver 2010) |
| Denemarken       | Kwalificatietoernooi | 29 augustus 2021 | 0                | n.v.t.           | n.v.t. |

## Groepsfase

### Tiebreak criteria
In iedere groep komt de eindstand als volgt tot stand:
1. Aantal punten (3 punten voor winst binnen de tijd, 2 punten voor winst in extra tijd of via een shootout, 1 punt voor verlies in extra tijd of via een shootout, 0 punten voor verlies binnen de tijd);
2. In geval dat twee teams een gelijk aantal punten behalen telt het onderling resultaat;
3. In geval dat drie of meer teams een gelijk aantal punten behalen geldt het volgende:
  1. Punten behaald in onderlinge wedstrijden tussen betreffende teams;
  2. Doelsaldo in onderlinge wedstrijden tussen betreffende teams;
  3. Doelpunten in onderlinge wedstrijden tussen betreffende teams;
  4. Als er drie teams op gelijke hoogte blijven, het resultaat van de onderlinge wedstrijden tussen ieder betreffend team en het overblijvende team in de groep (punten, doelsaldo, doelpunten);
  5. Ranking in 2021 IIHF World Ranking.

Alle tijden zijn lokaal (UTC+8).

### Groep A
| # | Land             | Wedstrijden | Wedstrijden | Wedstrijden | Wedstrijden | Wedstrijden | Doelpunten | Doelpunten | Doelpunten | Punten |
| # | Land             | G           | W           | OTW         | OTV         | V           | V          | T          | Saldo      | Punten |
| - | ---------------- | ----------- | ----------- | ----------- | ----------- | ----------- | ---------- | ---------- | ---------- | ------ |
| 1 | Verenigde Staten | 3           | 3           | 0           | 0           | 0           | 15         | 4          | + 11       | 9      |
| 2 | Canada           | 3           | 2           | 0           | 0           | 1           | 12         | 5          | + 7        | 6      |
| 3 | Duitsland        | 3           | 1           | 0           | 0           | 2           | 6          | 10         | - 4        | 3      |
| 4 | China            | 3           | 0           | 0           | 0           | 3           | 2          | 16         | - 14       | 0      |

| 10 februari 2022 21:10 | Verenigde Staten | 8 – 0 | China | National Indoor Stadium |

| 10 februari 2022 21:10 | Canada | 5 – 1 | Duitsland | Wukesong Arena |

| 12 februari 2022 12:10 | Canada | 2 – 4 | Verenigde Staten | National Indoor Stadium |

| 12 februari 2022 16:40 | Duitsland | 3 – 2 | China | National Indoor Stadium |

| 13 februari 2022 21:10 | China | 0 – 5 | Canada | National Indoor Stadium Toeschouwers: 904 |

| 13 februari 2022 21:10 | Verenigde Staten | 3 – 2 | Duitsland | Wukesong Arena Toeschouwers: 708 |

### Groep B
| # | Land            | Wedstrijden | Wedstrijden | Wedstrijden | Wedstrijden | Wedstrijden | Doelpunten | Doelpunten | Doelpunten | Punten |
| # | Land            | G           | W           | OTW         | OTV         | V           | V          | T          | Saldo      | Punten |
| - | --------------- | ----------- | ----------- | ----------- | ----------- | ----------- | ---------- | ---------- | ---------- | ------ |
| 1 | Russische ploeg | 3           | 2           | 0           | 1           | 0           | 8          | 6          | + 2        | 7      |
| 2 | Denemarken      | 3           | 2           | 0           | 0           | 1           | 7          | 6          | + 1        | 6      |
| 3 | Tsjechië        | 3           | 0           | 2           | 0           | 1           | 9          | 8          | + 1        | 4      |
| 4 | Zwitserland     | 3           | 0           | 0           | 1           | 2           | 4          | 8          | - 4        | 1      |

| 9 februari 2022 16:40 | Russische ploeg | 1 – 0 | Zwitserland | National Indoor Stadium |

| 9 februari 2022 21:10 | Tsjechië | 1 – 2 | Denemarken | National Indoor Stadium |

| 11 februari 2022 12:10 | Denemarken | 0 – 2 | Russische ploeg | National Indoor Stadium |

| 11 februari 2022 16:40 | Tsjechië | 2 – 1 | Zwitserland | National Indoor Stadium |

| 12 februari 2022 21:10 | Russische ploeg | 5 – 6 | Tsjechië | National Indoor Stadium |

| 12 februari 2022 21:10 | Zwitserland | 3 – 5 | Denemarken | Wukesong Arena |

### Groep C
| # | Land      | Wedstrijden | Wedstrijden | Wedstrijden | Wedstrijden | Wedstrijden | Doelpunten | Doelpunten | Doelpunten | Punten |
| # | Land      | G           | W           | OTW         | OTV         | V           | V          | T          | Saldo      | Punten |
| - | --------- | ----------- | ----------- | ----------- | ----------- | ----------- | ---------- | ---------- | ---------- | ------ |
| 1 | Finland   | 3           | 2           | 1           | 0           | 0           | 13         | 6          | + 7        | 8      |
| 2 | Zweden    | 3           | 2           | 0           | 1           | 0           | 10         | 7          | + 3        | 7      |
| 3 | Slowakije | 3           | 1           | 0           | 0           | 2           | 8          | 12         | - 4        | 3      |
| 4 | Letland   | 3           | 0           | 0           | 0           | 3           | 5          | 11         | - 6        | 0      |

| 10 februari 2022 12:10 | Zweden | 3 – 2 | Letland | National Indoor Stadium |

| 10 februari 2022 16:40 | Finland | 6 – 2 | Slowakije | National Indoor Stadium |

| 11 februari 2022 16:40 | Zweden | 4 – 1 | Slowakije | Wukesong Arena |

| 11 februari 2022 21:10 | Letland | 1 – 3 | Finland | Wukesong Arena |

| 13 februari 2022 12:10 | Slowakije | 5 – 2 | Letland | National Indoor Stadium |

| 13 februari 2022 16:40 | Finland | 4 – 3 | Zweden | National Indoor Stadium |

## Knock-outfase

### Ranking
| Rank | Team             | Groep | Pos | WG | Ptn | DS  | GV | IIHF Rank |
| ---- | ---------------- | ----- | --- | -- | --- | --- | -- | --------- |
| 1D   | Verenigde Staten | A     | 1   | 3  | 9   | +11 | 15 | 4         |
| 2D   | Finland          | C     | 1   | 3  | 8   | +7  | 13 | 2         |
| 3D   | Russische ploeg  | B     | 1   | 3  | 7   | +2  | 8  | 3         |
| 4D   | Zweden           | C     | 2   | 3  | 7   | +3  | 10 | 7         |
| 5D   | Canada           | A     | 2   | 3  | 6   | +7  | 12 | 1         |
| 6D   | Denemarken       | B     | 2   | 3  | 6   | +1  | 7  | 12        |
| 7D   | Tsjechië         | B     | 3   | 3  | 4   | +1  | 9  | 6         |
| 8D   | Slowakije        | C     | 3   | 3  | 3   | -4  | 8  | 9         |
| 9D   | Duitsland        | A     | 3   | 3  | 3   | -4  | 6  | 5         |
| 10D  | Zwitserland      | B     | 4   | 3  | 1   | -4  | 4  | 8         |
| 11D  | Letland          | C     | 4   | 3  | 0   | -6  | 5  | 10        |
| 12D  | China            | A     | 4   | 3  | 0   | -14 | 2  | 32        |

### Schema
| Play-offs | Play-offs   | Play-offs |  |  | Kwartfinale | Kwartfinale      | Kwartfinale |  |  | Halve finale | Halve finale    | Halve finale |  |           | Finale    | Finale          | Finale |
|           |             |           |  |  |             |                  |             |  |  |              |                 |              |  |           |           |                 |        |
|           |             |           |  |  |             |                  |             |  |  |              |                 |              |  |           |           |                 |        |
|           |             |           |  |  | 2           | Finland          | 5           |  |  |              |                 |              |  |           |           |                 |        |
| 7         | Tsjechië    | 2         |  |  | 10          | Zwitserland      | 1           |  |  |              |                 |              |  |           |           |                 |        |
| 10        | Zwitserland | 4         |  |  |             |                  |             |  |  | 2            | Finland         | 2            |  |           |           |                 |        |
|           |             |           |  |  |             |                  |             |  |  | 8            | Slowakije       | 0            |  |           |           |                 |        |
|           |             |           |  |  | 1           | Verenigde Staten | 2           |  |  |              |                 |              |  |           |           |                 |        |
| 8         | Slowakije   | 4         |  |  | 8           | Slowakije        | 3           |  |  |              |                 |              |  |           |           |                 |        |
| 9         | Duitsland   | 0         |  |  |             |                  |             |  |  |              |                 |              |  |           | 2         | Finland         | 2      |
|           |             |           |  |  |             |                  |             |  |  |              |                 |              |  |           | 3         | Russische ploeg | 1      |
|           |             |           |  |  | 3           | Russische ploeg  | 3           |  |  |              |                 |              |  |           |           |                 |        |
| 6         | Denemarken  | 3         |  |  | 6           | Denemarken       | 1           |  |  |              |                 |              |  |           |           |                 |        |
| 11        | Letland     | 2         |  |  |             |                  |             |  |  | 3            | Russische ploeg | 2            |  |           |           |                 |        |
|           |             |           |  |  |             |                  |             |  |  | 4            | Zweden          | 1            |  |           |           |                 |        |
|           |             |           |  |  | 4           | Zweden           | 2           |  |  |              |                 |              |  | 3e plaats | 3e plaats | 3e plaats       |        |
| 5         | Canada      | 7         |  |  | 5           | Canada           | 0           |  |  |              |                 |              |  |           | 8         | Slowakije       | 4      |
| 12        | China       | 2         |  |  |             |                  |             |  |  |              |                 |              |  |           | 4         | Zweden          | 0      |

### Wedstrijden

#### Play-Offs
| 15 februari 2022 12:10 | Slowakije | 4 – 0 (1–0, 2–0, 1–0) | Duitsland | National Indoor Stadium Toeschouwers: 926 |

| Wedstrijdreferentie | Wedstrijdreferentie | Wedstrijdreferentie | Wedstrijdreferentie | Wedstrijdreferentie                                                                    |
| ------------------- | ------------------- | ------------------- | ------------------- | -------------------------------------------------------------------------------------- |
|                     |                     |                     |                     | Scheidsrechters: Tobias Björk Mikael Nord Grensrechters: Gleb Lazarev Lauri Nikulainen |
|                     |                     |                     |                     |                                                                                        |
|                     |                     |                     |                     |                                                                                        |
|                     |                     |                     |                     |                                                                                        |

| 15 februari 2022 12:10 | Denemarken | 3 – 2 (1–1, 1–1, 1–0) | Letland | Wukesong Arena Toeschouwers: 726 |

| Wedstrijdreferentie | Wedstrijdreferentie | Wedstrijdreferentie | Wedstrijdreferentie | Wedstrijdreferentie                                                                           |
| ------------------- | ------------------- | ------------------- | ------------------- | --------------------------------------------------------------------------------------------- |
|                     |                     |                     |                     | Scheidsrechters: Andrew Bruggeman André Schrader Grensrechters: Dustin McCrank Dmitri Sjisjlo |
|                     |                     |                     |                     |                                                                                               |
|                     |                     |                     |                     |                                                                                               |
|                     |                     |                     |                     |                                                                                               |

| 15 februari 2022 16:40 | Tsjechië | 2 – 4 (1–2, 0–1, 1–1) | Zwitserland | National Indoor Stadium Toeschouwers: 990 |

| Wedstrijdreferentie | Wedstrijdreferentie | Wedstrijdreferentie | Wedstrijdreferentie | Wedstrijdreferentie                                                                            |
| ------------------- | ------------------- | ------------------- | ------------------- | ---------------------------------------------------------------------------------------------- |
|                     |                     |                     |                     | Scheidsrechters: Roman Gofman Mikko Kaukokari Grensrechters: Ludvig Lundgren Andreas Malmqvist |
|                     |                     |                     |                     |                                                                                                |
|                     |                     |                     |                     |                                                                                                |
|                     |                     |                     |                     |                                                                                                |

| 15 februari 2022 21:10 | Canada | 7 – 2 (2–1, 3–1, 2–0) | China | National Indoor Stadium Toeschouwers: 994 |

| Wedstrijdreferentie | Wedstrijdreferentie | Wedstrijdreferentie | Wedstrijdreferentie | Wedstrijdreferentie                                                                             |
| ------------------- | ------------------- | ------------------- | ------------------- | ----------------------------------------------------------------------------------------------- |
|                     |                     |                     |                     | Scheidsrechters: Michael Tscherrig Kristian Vikman Grensrechters: David Obwegeser Jiří Ondráček |
|                     |                     |                     |                     |                                                                                                 |
|                     |                     |                     |                     |                                                                                                 |
|                     |                     |                     |                     |                                                                                                 |

#### Kwartfinales
| 16 februari 2022 12:10 | Verenigde Staten | 2 – 3 GWS (1–1, 1–0, 0–1) (OT: 0–0) (SO: 0–1) | Slowakije | National Indoor Stadium Toeschouwers: 1059 |

| Wedstrijdreferentie | Wedstrijdreferentie | Wedstrijdreferentie | Wedstrijdreferentie | Wedstrijdreferentie                                                                      |
| ------------------- | ------------------- | ------------------- | ------------------- | ---------------------------------------------------------------------------------------- |
|                     |                     |                     |                     | Scheidsrechters: Tobias Björk Roman Gofman Grensrechters: Dustin McCrank Nikita Shalagin |
|                     |                     |                     |                     |                                                                                          |
|                     |                     |                     |                     |                                                                                          |
|                     |                     |                     |                     |                                                                                          |

| 16 februari 2022 14:00 | Russische ploeg | 3 – 1 (1–0, 1–1, 1–0) | Denemarken | Wukesong Arena Toeschouwers: 727 |

| Wedstrijdreferentie | Wedstrijdreferentie | Wedstrijdreferentie | Wedstrijdreferentie | Wedstrijdreferentie                                                                           |
| ------------------- | ------------------- | ------------------- | ------------------- | --------------------------------------------------------------------------------------------- |
|                     |                     |                     |                     | Scheidsrechters: Michael Campbell Martin Frano Grensrechters: Andreas Malmqvist Jiří Ondráček |
|                     |                     |                     |                     |                                                                                               |
|                     |                     |                     |                     |                                                                                               |
|                     |                     |                     |                     |                                                                                               |

| 16 februari 2022 16:40 | Finland | 5 – 1 (2–0, 1–1, 2–0) | Zwitserland | National Indoor Stadium Toeschouwers: 948 |

| Wedstrijdreferentie | Wedstrijdreferentie | Wedstrijdreferentie | Wedstrijdreferentie | Wedstrijdreferentie                                                                   |
| ------------------- | ------------------- | ------------------- | ------------------- | ------------------------------------------------------------------------------------- |
|                     |                     |                     |                     | Scheidsrechters: Andris Ansons Olivier Gouin Grensrechters: Daniel Hynek Brian Oliver |
|                     |                     |                     |                     |                                                                                       |
|                     |                     |                     |                     |                                                                                       |
|                     |                     |                     |                     |                                                                                       |

| 16 februari 2022 21:30 | Zweden | 2 – 0 (0–0, 0–0, 2–0) | Canada | National Indoor Stadium Toeschouwers: 950 |

| Wedstrijdreferentie | Wedstrijdreferentie | Wedstrijdreferentie | Wedstrijdreferentie | Wedstrijdreferentie                                                                             |
| ------------------- | ------------------- | ------------------- | ------------------- | ----------------------------------------------------------------------------------------------- |
|                     |                     |                     |                     | Scheidsrechters: Andrew Bruggeman Evgeny Romasko Grensrechters: William Hancock II Gleb Lazarev |
|                     |                     |                     |                     |                                                                                                 |
|                     |                     |                     |                     |                                                                                                 |
|                     |                     |                     |                     |                                                                                                 |

#### Halve finales
| 18 februari 2022 12:10 | Finland | 2 – 0 (1–0, 0–0, 1–0) | Slowakije | National Indoor Stadium Toeschouwers: 1071 |

| Wedstrijdreferentie | Wedstrijdreferentie | Wedstrijdreferentie | Wedstrijdreferentie | Wedstrijdreferentie                                                                     |
| ------------------- | ------------------- | ------------------- | ------------------- | --------------------------------------------------------------------------------------- |
|                     |                     |                     |                     | Scheidsrechters: Tobias Björk Evgeny Romasko Grensrechters: Gleb Lazarev Dustin McCrank |
|                     |                     |                     |                     |                                                                                         |
|                     |                     |                     |                     |                                                                                         |
|                     |                     |                     |                     |                                                                                         |

| 18 februari 2022 21:10 | Russische ploeg | 2 – 1 GWS (0–0, 1–0, 0–1) (OT: 0–0) (SO: 1–0) | Zweden | National Indoor Stadium Toeschouwers: 1161 |

| Wedstrijdreferentie | Wedstrijdreferentie | Wedstrijdreferentie | Wedstrijdreferentie | Wedstrijdreferentie                                                                       |
| ------------------- | ------------------- | ------------------- | ------------------- | ----------------------------------------------------------------------------------------- |
|                     |                     |                     |                     | Scheidsrechters: Andrew Bruggeman Olivier Gouin Grensrechters: Daniel Hynek Jiří Ondráček |
|                     |                     |                     |                     |                                                                                           |
|                     |                     |                     |                     |                                                                                           |
|                     |                     |                     |                     |                                                                                           |

#### Bronzen finale
| 19 februari 2022 21:10 | Zweden | 0 – 4 (0–0, 0–2, 0–2) | Slowakije | National Indoor Stadium Toeschouwers: 1229 |

| Wedstrijdreferentie | Wedstrijdreferentie | Wedstrijdreferentie | Wedstrijdreferentie | Wedstrijdreferentie                                                                       |
| ------------------- | ------------------- | ------------------- | ------------------- | ----------------------------------------------------------------------------------------- |
|                     |                     |                     |                     | Scheidsrechters: Olivier Gouin Evgeny Romasko Grensrechters: Gleb Lazarev Nikita Shalagin |
|                     |                     |                     |                     |                                                                                           |
|                     |                     |                     |                     |                                                                                           |
|                     |                     |                     |                     |                                                                                           |

#### Finale
| 20 februari 2022 12:10 | Finland | 2 – 1 (0–1, 1–0, 1–0) | Russische ploeg | National Indoor Stadium Toeschouwers: 1288 |

| Wedstrijdreferentie | Wedstrijdreferentie | Wedstrijdreferentie | Wedstrijdreferentie | Wedstrijdreferentie                                                                             |
| ------------------- | ------------------- | ------------------- | ------------------- | ----------------------------------------------------------------------------------------------- |
|                     |                     |                     |                     | Scheidsrechters: Tobias Björk Andrew Bruggeman Grensrechters: William Hancock II Dustin McCrank |
|                     |                     |                     |                     |                                                                                                 |
|                     |                     |                     |                     |                                                                                                 |
|                     |                     |                     |                     |                                                                                                 |

Antwerpen 1920 · 
Chamonix 1924 · 
St. Moritz 1928 · 
Lake Placid 1932 · 
Garmisch-Partenkirchen 1936 · 
St. Moritz 1948 · 
Oslo 1952 · 
Cortina d'Ampezzo 1956 · 
Squaw Valley 1960 · 
Innsbruck 1964 · 
Grenoble 1968 · 
Sapporo 1972 · 
Innsbruck 1976 · 
Lake Placid 1980 · 
Sarajevo 1984 · 
Calgary 1988 · 
Albertville 1992 · 
Lillehammer 1994 · 
Nagano 1998 · 
Salt Lake City 2002 · 
Turijn 2006 · 
Vancouver 2010 · 
Sotsji 2014 · 
Pyeongchang 2018 · 
Peking 2022

Lijst van olympische medaillewinnaars
Alpineskiën · Biatlon · Bobsleeën · Curling · Freestyleskiën · Kunstrijden · Langlaufen · Noordse combinatie · Rodelen · Schaatsen · Schansspringen · Shorttrack · Skeleton · Snowboarden · IJshockey